# Gagea durieui
Gagea durieui är en liljeväxtart som beskrevs av Filippo Parlatore och Louis Charles Trabut. Gagea durieui ingår i Vårlökssläktet och i familjen liljeväxter. Inga underarter finns listade.